# Pelates
Pelates is een geslacht van straalvinnige vissen uit de familie van tijgerbaarzen (Terapontidae).

## Soorten
- Pelates octolineatus (Jenyns, 1840)
- Pelates quadrilineatus (Bloch, 1790)
- Pelates qinglanensis (Sun, 1991)